# Tellina carpenteri
Tellina carpenteri är en musselart som beskrevs av Dall 1900. Tellina carpenteri ingår i släktet Tellina och familjen Tellinidae. Inga underarter finns listade i Catalogue of Life.